# Mussaenda arcuata
Mussaenda arcuata es una especie de plantas con flores perteneciente a  la familia de las rubiáceas.

## Descripción
Es un arbusto erecto o trepador, con flores de color amarillo con el centro peludo  que se vuelve marrón con la edad y frutas de color naranja.

## Distribución y hábitat
Se encuentra en los bosques y la orilla de arroyos. Está muy extendida en África tropical y Madagascar.

## Taxonomía
Mussaenda arcuata fue descrita por Jean Louis Marie Poiret y publicado en Encyclopédie Méthodique, Botanique 4: 392, en el año 1797.
Sinonimia
- Landia astrographa Comm. ex DC.
- Landia stelligera Commerson
- Landia stelligera Comm. ex DC.
- Mussaenda abyssinica Chiov.
- Mussaenda arcuata var. parviflora S.Moore
- Mussaenda arcuata var. pubescens Wernham
- Mussaenda laurifolia A. Chev.
- Mussaenda stenocarpa Chevalier[3]